# سوخته‌کلا
سوخته‌کلا، روستایی از توابع بخش مرکزی شهرستان قائم‌شهر در استان مازندران در ایران است.

## جمعیت
این روستا در بالاتجن قرار داشته و براساس آخرین سرشماری مرکز آمار ایران که در سال ۱۳۸۵ صورت گرفته، جمعیت آن ۵۸۶نفر (۱۵۳خانوار) بوده است.